# Бекжанов, Мурзахмет Джексенгалиевич
Мурзахмет Жексенгалиевич Бекжанов (каз. Мырзахмет Жексенғалиұлы Бекжанов; 1907, а. № 9, Уральская область, Российская империя — 24 мая 1965, Алма-Ата, Казахская ССР, СССР) — советский партийный и государственный деятель. Первый секретарь Гурьевского обкома КП(б) Казахстана (1940—1943). Первый секретарь Актюбинского обкома КП(б) Казахстана (1943—1944).

## Биография
Родился в 1907 в ауле № 9 Уральской области Российской империи.

### Образование
С 1923 по 1926 учился в Уральском сельскохозяйственном техникуме.

### Трудовая деятельность
- 1926—1930. Ответственный секретарь Караубинского районного комитета ВЛКСМ (Казахская АССР), ответственный секретарь Каратюбинского районного комитета ВЛКСМ (Казахская АССР), ответственный секретарь Джаныбекского районного комитета ВЛКСМ (Казахская АССР).
- 1930. Ответственный секретарь Уральского окружного комитета ВЛКСМ.
- 1930—1931. Редактор газеты «Улгили кенес-аулы».
- 1931—1932. Помощник заведующего Сектором животноводства Казахского краевого комитета ВКП(б).
- 1932—1933. Заведующий Организационно-инструкторским отделом Карсакпайского районного комитета ВКП(б) (Южно-Казахстанская область).
- 1933. Инструктор Южно-Казахстанского областного комитета ВКП(б).
- 1933—1934. Председатель Урдинской районной контрольной комиссии ВКП(б) (Западно-Казахстанская область).
- 1934—1938. Заместитель начальника, начальник Политического отдела мясомолочного совхоза.
- 1938. Секретарь Джамбейтинского районного комитета КП(б) Казахстана (Западно-Казахстанская область).
- 1938. 3-й секретарь Западно-Казахстанского областного комитета КП(б) Казахстана.
- 1938—1940. Народный комиссар местной промышленности Казахской ССР.
- 1940—1943. 1-й секретарь Гурьевского областного комитета КП(б) Казахстана.
- 1942—1943. Председатель Гурьевского городского комитета обороны.
- В августе 1943 года назначен народным комиссаром лёгкой промышленности Казахской ССР.
- Август 1943—1944. 1-й секретарь Актюбинского областного комитета КП(б) Казахстана.
- 1944—1945. Народный комиссар рыбной промышленности Казахской ССР.
- 1945—1948. 1-й секретарь Сырдарьинского районного комитета КП(б) Казахстана (Кзыл-Ординская область).
- 1948—1951. Директор Чиликского винсовхоза (Алма-Атинская область).
- 1951—1953. Директор Алма-Атинского зоопарка.
- 1953—1954. Заместитель директора Казахского государственного политического издательства.
- 1954 Секретарь комитета КП Казахстана зерносовхоза.

Скончался 24 мая 1965, похоронен на Центральном кладбище Алма-Аты.